# Babadan (Sindang)
Babadan is een bestuurslaag in het regentschap Indramayu van de provincie West-Java, Indonesië. Babadan telt 2908 inwoners (volkstelling 2010).